# Fissidens forsythii
Fissidens forsythii är en bladmossart som beskrevs av Brotherus 1916. Fissidens forsythii ingår i släktet fickmossor, och familjen Fissidentaceae. Inga underarter finns listade i Catalogue of Life.